# Автореферат
Автореферат (від дав.-гр. αὐτος — сам та лат. refero — доповідаю, повідомляю) — короткий виклад наукової праці, підготовлений автором та надрукований для попереднього ознайомлення з твором (наприклад, автореферат дисертації). Прообразом автореферату є «тези», які супроводжували докторські дисертації латинською мовою, починаючи з середньовіччя. Тези — це були та лишаються коротко сформульовані основні положення, головні думки наукової праці, статті, доповіді, курсової або дипломної роботи і так далі.